# المار بخشیف
المار بخشیف (ترکی آذربایجانی: Elmar Baxşiyev؛ زادهٔ ۳ اوت ۱۹۸۰) بازیکن فوتبال اهل جمهوری آذربایجان است.
از باشگاه‌هایی که در آن بازی کرده‌است می‌توان به باشگاه فوتبال نفتچی باکو، باشگاه فوتبال قبله، باشگاه فوتبال خزر لنکران، و باشگاه فوتبال شماخی اشاره کرد.
وی همچنین در تیم ملی فوتبال جمهوری آذربایجان بازی کرده‌است.